# توني سيمونز
توني سيمونز (بالإنجليزية: Tony Simmons)‏ هو لاعب كرة قدم أمريكية ولاعب كرة القدم الكندية أمريكي، ولد في 8 ديسمبر 1974 في شيكاغو في الولايات المتحدة.

## وصلات خارجية
- توني سيمونز على موقع مرجع كرة القدم المحترفة.كوم (الإنجليزية)